# Un prince
Pour plus de détails, voir Fiche technique et Distribution.
Un prince est un film français réalisé par Pierre Creton et sorti en 2023,. Ce film a été tourné en Normandie, notamment au lycée Jean Rostand à Offranville en Seine-Maritime.

## Synopsis
À l'âge de 16 ans, Pierre-Joseph suit une formation pour devenir jardinier. Plusieurs événements seront déterminants dans son apprentissage et la découverte de la sexualité. Quarante ans plus tard, il rencontre Kutta, enfant adopté par la directrice de son école de formation. Devenu propriétaire d'un château, Kutta semble rechercher un jardinier.

## Fiche technique
- Titre original : Un prince
- Réalisation : Pierre Creton
- Scénario : Pierre Creton, Mathilde Girard, Cyril Neyrat et Vincent Barré
- Musique : Jozef van Wissem
- Photographie :  Antoine Pirotte, Léo Gil-Mena et Pierre Sudre
- Son : Joseph Squire, Jules Jasko et Matthieu Deniau
- Montage : Félix Rehm
- Production : Andolfi
- Distribution : JHR Films
- Pays de production :  France
- Durée : 82 minutes
- Dates de sortie :
  - France : 18 mai 2023 (festival de Cannes)
  - France : 18 octobre 2023
- Classification :
  - France : Interdit aux moins de 12 ans lors de sa sortie télévisée[réf. nécessaire]

## Distribution
- Antoine Pirotte : Pierre-Joseph, jeune
- Pierre Creton : Pierre-Joseph, âgé
- Manon Schaap : Françoise Brown
- Vincent Barré : Alberto
- Pierre Barray : Adrien Aubry
- Marie-Odile Daubeuf : Odile Aubry
- Évelyne Didi : Catherine
- Chiman Dangi : Kutta
- Françoise Lebrun : la mère de Pierre-Joseph
- Yves Edouard : le père de Pierre-Joseph
- Maxime Savouray : le cousin de Pierre-Joseph
- Olivier Cheval : Mino

Voix off :
- Grégory Gadebois : Pierre-Joseph
- Mathieu Amalric : Alberto
- Françoise Lebrun : Françoise Brown

## Distinctions

### Récompense
- Festival de Cannes 2023 : Prix SACD

### Sélection
- Festival de Cannes 2023 : Quinzaine des cinéastes[3]